# Мякоть гриба

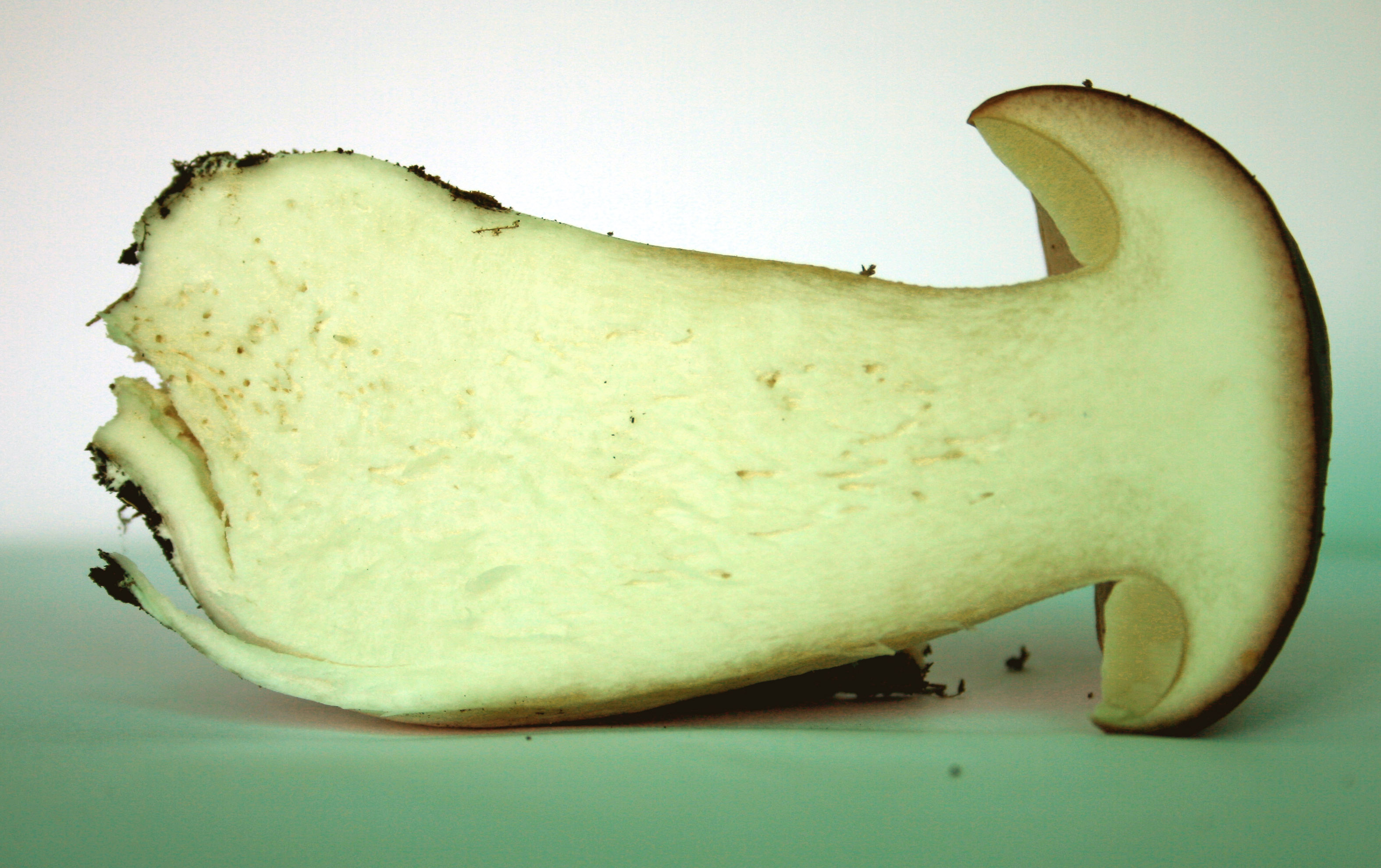
Белый гриб в разрезе

Мя́коть, или ко́нтекст — внутренний слой плодового тела гриба, состоящая из переплетения гифов и желевидного соединительного вещества между ними. Если это вещество рыхлое, то мякоть гриба мягкая, если плотное — упругая или даже хрящевидная.
Внешние признаки мякоти часто отражают микроскопическое строение плодового тела, а также являются важными для определения грибов.

## Строение
Мякоть представляет собой ложную ткань, или траму. От настоящих тканей трама отличается тем, что образуется из сплетений гиф, а не путём деления клеток в трёх направлениях. Строение и признаки могут различаться в частях плодового тела, например, у шляпочных грибов различают траму шляпки, гименофора и ножки.

## Признаки

### Консистенция

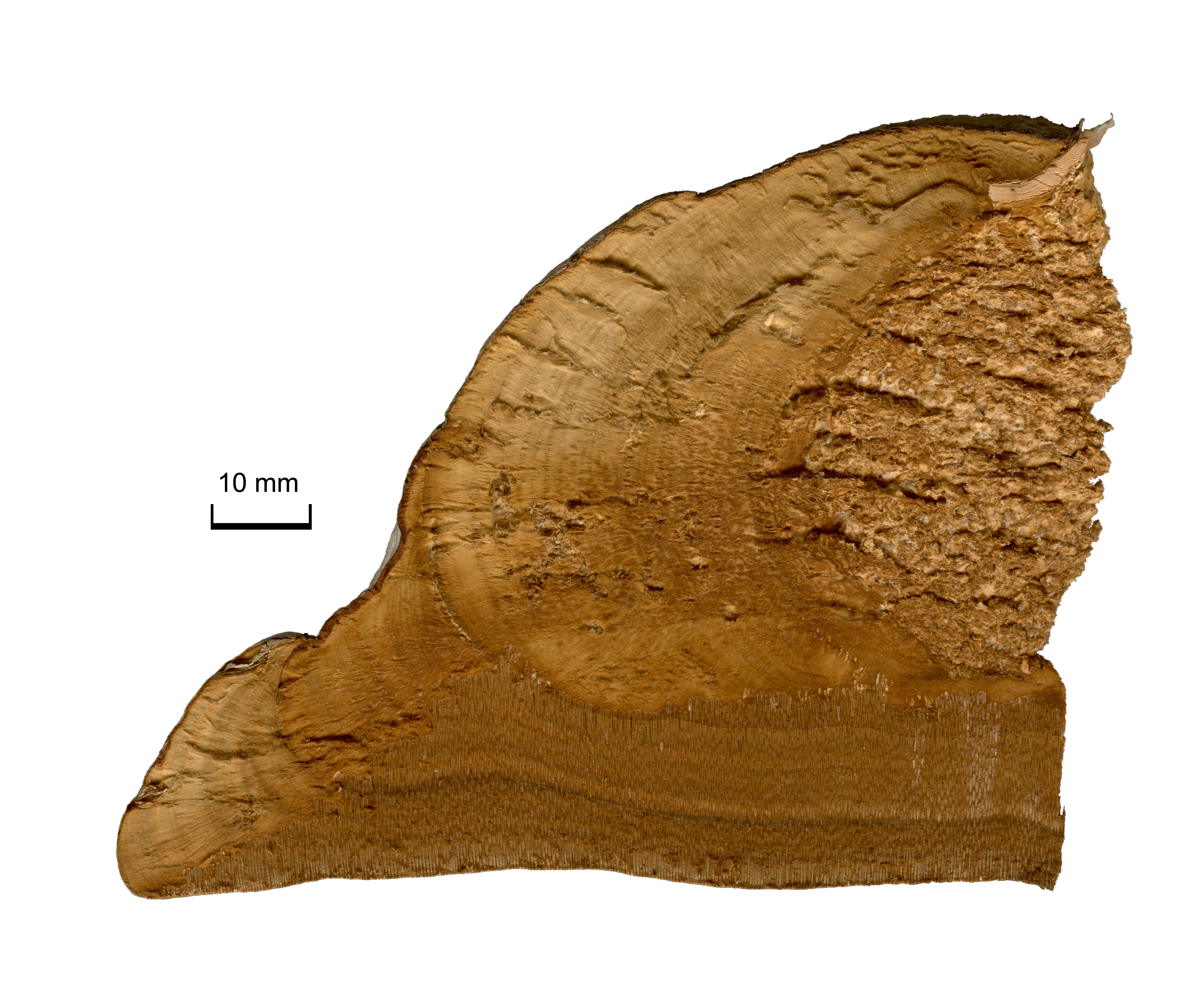
Трутовик настоящий в разрезе

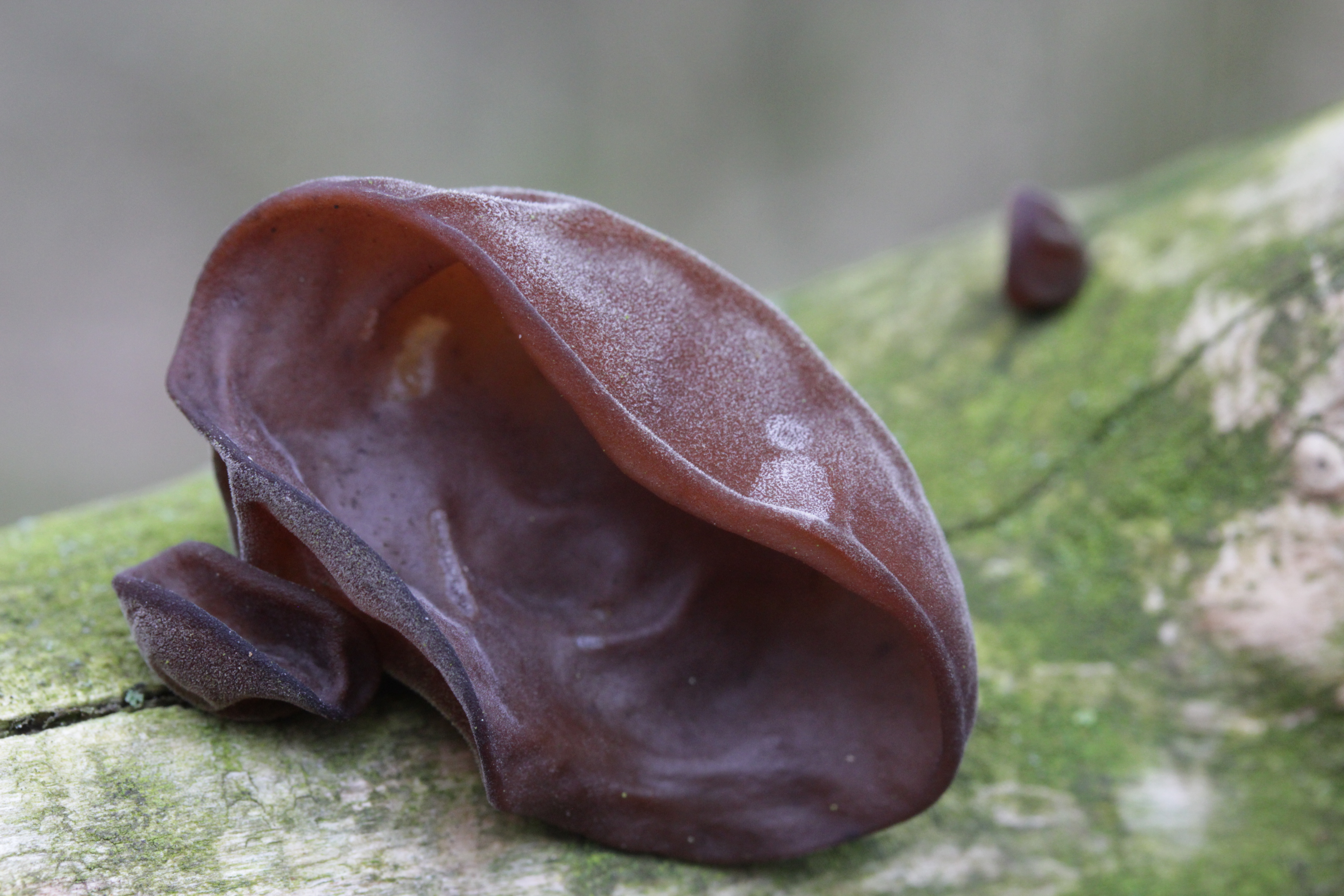
Аурикулярия уховидная

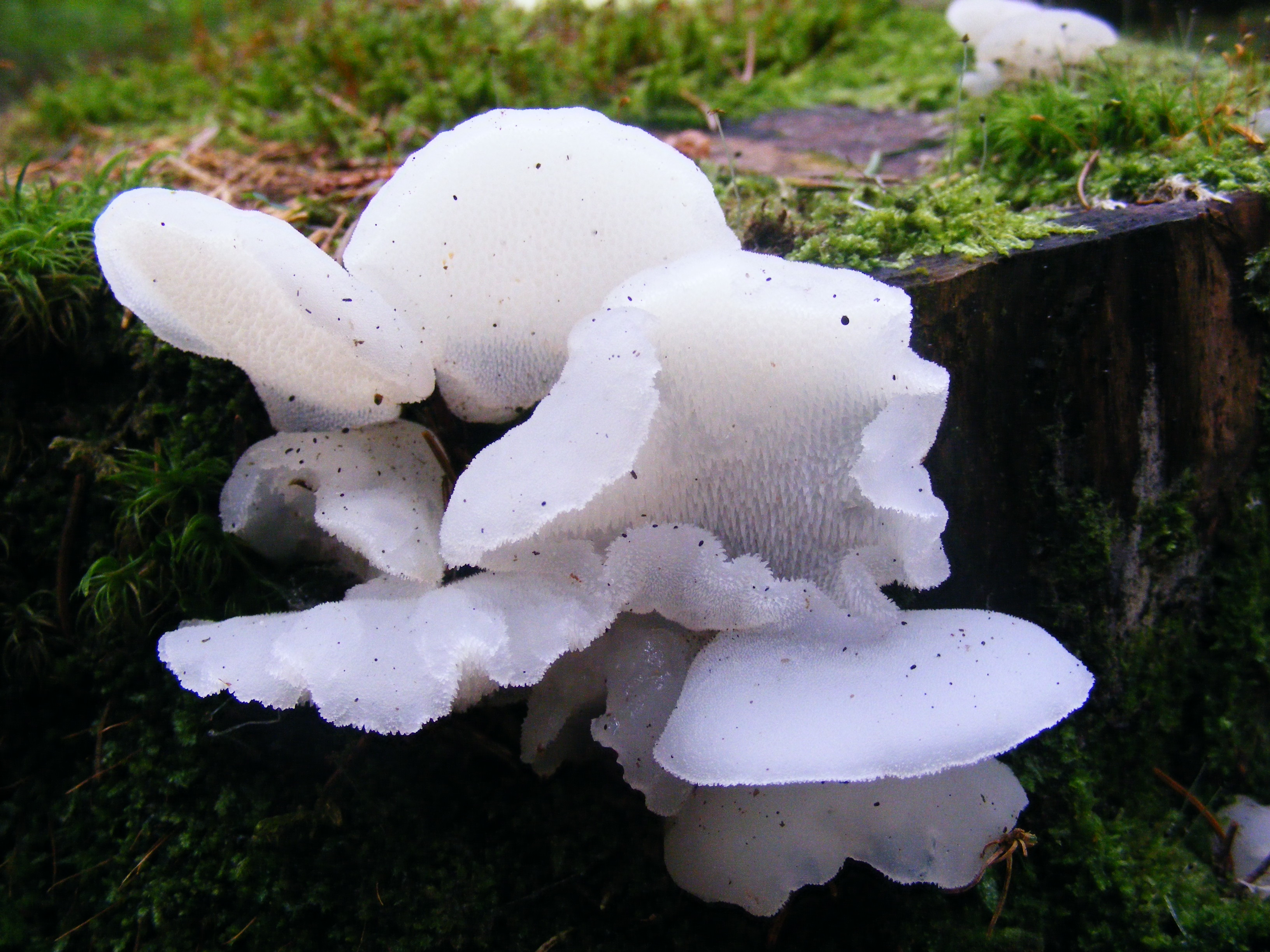
Ложноежовик студенистый

По консистенции грибы различают на следующие основные типы:
- деревянистые, пробковые, войлочные, кожистые
- хрящевидные
- мясистые
- студенистые

Деревянистые плодовые тела состоят из плотно переплетённых жёстких гиф, они имеют наибольшую прочность — разрушить их можно только пилой или топором.
Пробковые, войлочные и кожистые менее прочны, их можно резать ножом. Пробковые плодовые тела упругие, состоят из беспорядочно переплетённых гиф, поэтому имеют одинаковую прочность во всех направлениях. Гифы войлочной мякоти образуют пучки волокон, которые можно разодрать в ватообразную массу, или трут. Сухой, предварительно обожжённый трут легко вспыхивает от искры и в старину широко применялся для добывания огня. Грибы с кожистой консистенцией обычно имеют тонкую мякоть, она эластична, не ломается при изгибе и обладает высокой прочностью.
Хрящевидная мякоть менее прочна, чем кожистая и обладает хрупкостью, легко ломается.
Среди шляпочных грибов наиболее распространены и хорошо известны мясистые плодовые тела. Их ткань мягкая, хорошо режется и ломается. Различают несколько модификаций мясистой мякоти: мясисто-волокнистая, мясисто-восковидная, мясисто-хрящевидная, хрупкомясистая и тонкомясистая (последнее означает, что шляпка гриба имеет тонкий слой мякоти).
Хрупкая мякоть характерна для грибов семейства сыроежковых, мицелий в такой мякоти не образует гифы, а распадается на отдельные частицы (сфероцисты), слабо связанные между собой.
Студенистые плодовые тела состоят из рыхлой системы гиф и гелеобразующего вещества, сильно набухающего в присутствии воды.
Консистенция может меняться с возрастом плодового тела: мякоть молодых грибов, обычно более мягкая и податливая, затем становится кожистой или пробковой, особенно это характерно для трутовиков. Студенистые грибы (дрожалки) в сухую погоду превращаются в кожистые или ломкие корочки, покрывающие субстрат, а под дождём снова восстанавливаются.

### Цвет

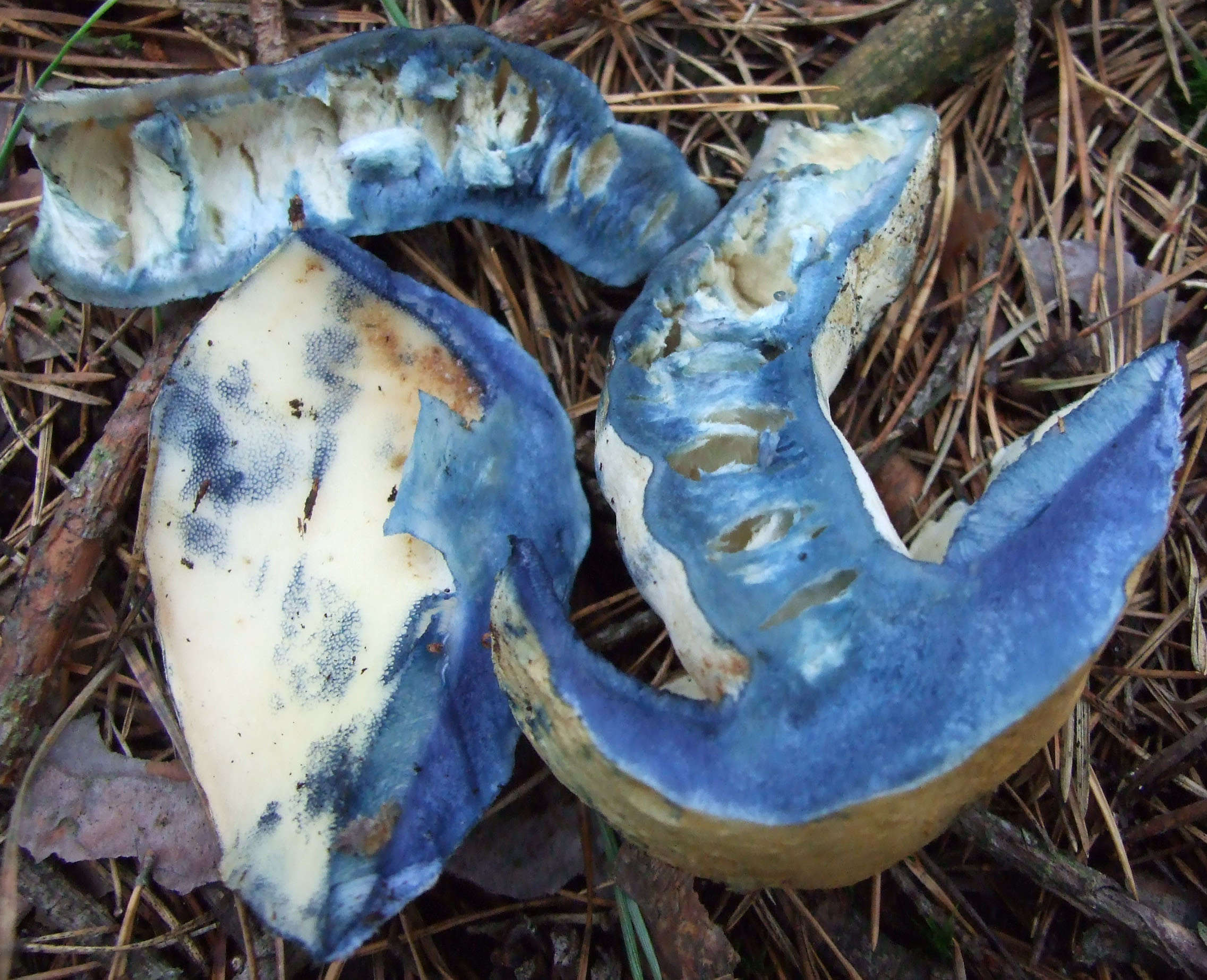
Мякоть синяка на изломе синеет

Цвет мякоти исследуют у зрелых, но не старых плодовых тел, поскольку с возрастом цвет также может меняться. Важным признаком является изменение цвета после разрезания мякоти: некоторые грибы содержат вещества, окрашивающиеся при контакте с воздухом.

### Цветные химические реакции
Исследование изменения цвета под действием некоторых химических реактивов может применяться для различения близких таксономических групп. Могут проводиться простые тесты по выявлению характерных реакций мякоти в целом или микроскопические исследования, обнаруживающие цветные реакции гиф, спор, базидий и других элементов трамы.

### Вкус и запах
Вкус грибов следует определять только слегка прикасаясь языком к свежеразрезанной мякоти.
Восприятие запаха может быть в значительной мере субъективным и индивидуальным, поэтому запах трудно, а иногда и невозможно описать. Тем не менее, в справочниках обычно приводится описание запаха грибов. Такие описания могут выражаться субъективными понятиями (приятный или неприятный), или путём сравнения с запахом известных веществ и продуктов: грибной, мучной, анисовый, чесночный, чернил, фенола и др. 

Например, в разных справочниках встречаются такие определения запаха рядовки серной:
- противный
- жжёной резины
- гнилой капусты
- скатола

### Выделение сока

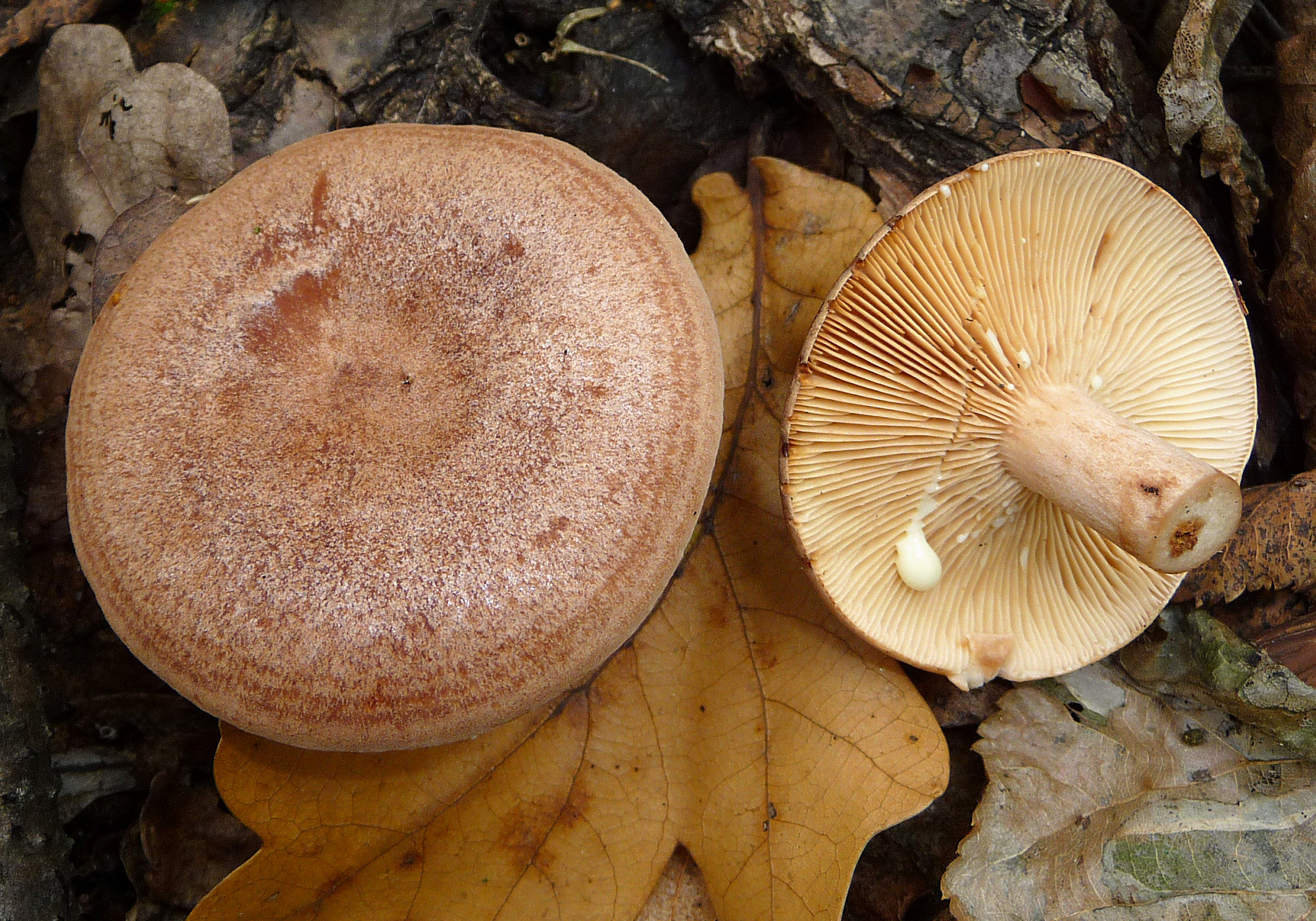
Млечный сок на шляпке млечника нейтрального

Мякоть некоторых грибов (млечники, многие мицены) может иметь сосудистую систему, содержащую млечный сок. Сок выделяется при повреждении гриба, его признаки также важны для определения гриба. К таким признакам относятся цвет и изменение цвета на воздухе или при подсыхании и вкус. Иногда горький и едкий вкус млечного сока чувствуется не сразу, а спустя 1 — 2 минуты.

### Гигрофанность
Гигрофанной называют мякоть шляпки некоторых видов грибов, которая имеет свойство набухать под действием влаги. Трама такой мякоти состоит из рыхлого переплетения гиф, в промежутках между которыми удерживается вода. В зависимости от погоды гигрофанные шляпки меняют окраску, в процессе высыхания появляются концентрические зоны, которые могут распространяться от краёв к центру или в противоположном направлении.